# 465036 Tatm
465036 Tatm è un asteroide della fascia principale. Scoperto nel 2006, presenta un'orbita caratterizzata da un semiasse maggiore pari a 3,1114734 au e da un'eccentricità di 0,2119107, inclinata di 26,29140° rispetto all'eclittica.